# Баштова
Крепость Баштова (алб. Kalaja e Bashtovës) — средневековая крепость, расположенная к востоку от устья реки Шкумбини в центральной Албании. Входит в предварительный список объектов Всемирного наследия ЮНЕСКО в Албании.
Руины находятся на плодородной равнине примерно в 2 км от деревни Виле-Баллай в округе Тирана.

## История
В Средние века регион Баштова являлся торговой гаванью и центром экспорта зерна. Происхождение крепости в течение некоторого времени оставалось предметом спора среди историков. Как утверждает Герак Караискай, первоначальная крепость была построена в то время, когда регион была колонией Венецианской республики. Однако согласно французскому историку Ален Дюселье, венецианцы возвели крепость на основе уже существующего сооружения, датируемого VI веком. В то время эта территория находилась под властью императоров Византийской империи из династии Юстиниана.
Крепость представляет собой прямоугольное сооружение, ориентированное на север и юг. Имеет три хорошо сохранившихся входа, которые были размещены на северной, западной и восточной стенах. Стены имеют высоту 9 м и охватывают территорию примерно в 60 х 90 м. На севере и востоке расположены круглые башни, каждая из которых в высоту достигает 12 м.